# Pirithoüs

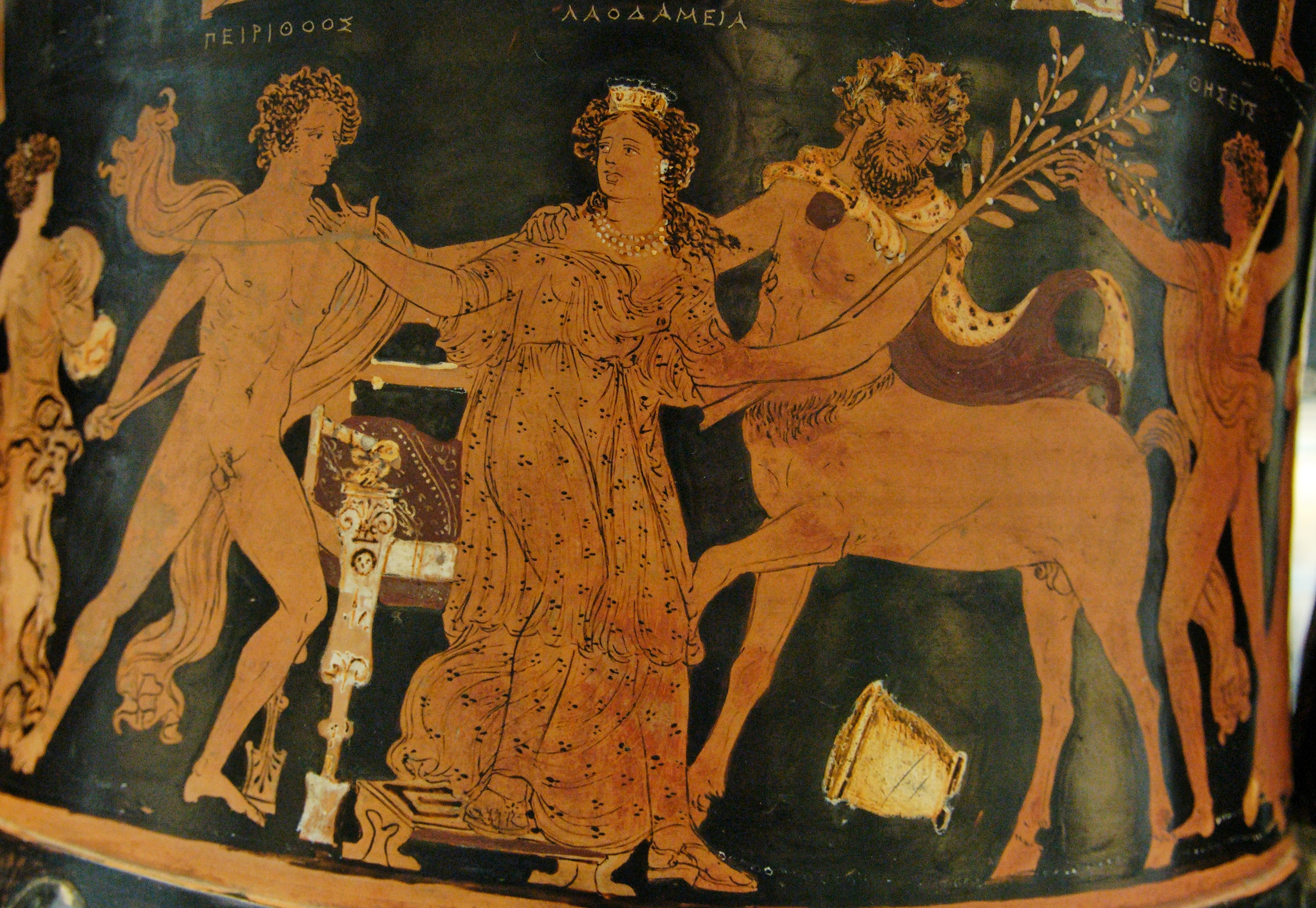
Pirithoüs links afgebeeld.

Pirithoüs (ook: Peirithoüs, Peirithoös) (Oudgrieks: Πειρίθοος) is in de Griekse mythologie de zoon van Ixion en Dia, hoewel ook Zeus als zijn vader wordt genoemd (Homerus, Ilias 14. 317- 318). Hij zou Dia in de gedaante van een hengst genomen hebben.
Pirithoüs volgde Ixion op als koning van de Lapithen. Hij huwde Hippodamia, dochter van al naargelang de bron Butes of Adrastus. Alle Olympische goden waren op de bruiloft uitgenodigd, met uitzondering van de goden van twist en oorlog, Eris en Ares. Deze twee namen wraak: de Centauren, die niet aan wijn gewend waren, stortten zich in een dronken roes op de bruid en de andere Lapithenvrouwen. Zij dienden hardhandig buitengezet te worden, het begin van een lange vete. Pirithoüs en Hippodamia kregen een zoon, Polypoëtes.
Geprikkeld door de heldhaftige reputatie van Theseus ging Pirithoüs diens vee stelen. Theseus ging de dief achterna, maar toen beide mannen elkaar ontmoetten, hadden zij zodanig veel ontzag voor elkaars verschijning dat zij elkaar dadelijk eeuwige vriendschap zwoeren. Mogelijk was Pirithoüs oorspronkelijk de sterfelijke helft van een tweeling, zoals Castor de sterfelijke broer was van Pollux, en Iphicles de sterfelijke broer van Herakles.
Pirithoüs zou deelgenomen hebben aan Theseus' strijd tegen de Amazones en aan de Calydonische jacht.
De beide vrienden kwamen overeen naar Sparta te trekken om er Helena, een dochter van Zeus en hoewel nog minderjarig toch al de mooiste vrouw van Griekenland, te ontvoeren. Door lottrekking kwam zij aan Theseus toe, die haar aan de hoede van zijn moeder Aethra toevertrouwde. Jaren later werd zij door de Dioscuren teruggebracht naar Sparta, samen met Aethra en Theisadië, de zus van Pirithoüs.
Pirithoüs, verliezer van de loting, had nu volgens de overeenkomst recht op een andere dochter van Zeus; een orakel van Zeus raadde hem aan te proberen Persephone, gemalin van Hades en koningin van de onderwereld, te schaken. Pirithoüs en - met tegenzin - Theseus trokken naar de onderwereld waar Hades hen schijnbaar vriendelijk ontving en hen noodde plaats te nemen op stenen zetels, de 'Zetels der Vergetelheid'. Dadelijk werden zij door kronkelende slangen vastgebonden en mettertijd vergroeide hun vlees aan de zetels. Vier jaar later kwam Herakles langs om in het kader van de twaalf werken Kerberos te temmen. Hij wist Theseus te bevrijden ten koste van een deel van diens zitvlak. De bevrijding van Pirithoüs ging niet door; een dreigend gerommel van de aarde maakte duidelijk dat het diens lot was ten eeuwigen dage vastgegroeid te blijven. Volgens sommigen bronnen is Pirithoüs vastgekluisterd aan een gouden ligbed, vlak bij zijn vader Ixion.